# Maurice Keen
Maurice Hugh Keen (* 30. Oktober 1933 in London; † 11. September 2012) war ein britischer Mittelalterhistoriker und Militärhistoriker. Er gehörte zu den führenden Experten des mittelalterlichen Rittertums im angelsächsischen Forschungsbereich.

## Leben und Werk
Keen’s Vater Harold Hugh Keen war Fellow des Balliol College in Oxford und verwaltete die Finanzen der Universität. Keen besuchte das Winchester College und studierte ab 1954 in Oxford am Balliol College Geschichte, wobei er sich mit Thomas Henry Bingham und John Keegan (dessen Schwester Mary er später heiratete) befreundete. 1957 erhielt er seinen Bachelor- und 1961 seinen Master-Abschluss. Er war Junior Research Fellow am Queen’s College in Oxford und wurde 1961 Tutorial Fellow am Balliol College. 1974 bis 1978 war er dort Tutor of Admissions, 1980 bis 1983 Vice-Master und 2000 ging er in den Ruhestand.
Seine beiden Arbeitsschwerpunkte waren die militärische Herausforderung des Hundertjährigen Krieges und die spätmittelalterliche Kultur des Rittertums. Im Jahr 1984 erschien von ihm ein zusammenfassendes Werk zum Rittertum mit dem Titel Chivalry, das drei Jahre später als Das Rittertum ins Deutsche übersetzt wurde (München/Zürich 1987). Für diese Darstellung erhielt er den Wolfson History Prize. In dem Werk betonte er, dass das romantische und selbst-glorifizierende Bild des Ritters etwa bei Thomas Malory und später im 19. Jahrhundert bei Walter Scott nicht der Wirklichkeit entsprach. Es bestand zwar seit dem 12. Jahrhundert ein Verhaltenskodex, der aber nur gültig war für den Umgang von Rittern untereinander und diesen (und Aufsteigern in den Ritterstand) als Mittel des sozialen Aufstiegs diente und sie selbst und ihre Familien vor der damals üblichen exzessiven Gewalt schützte. In dieser Hinsicht war es ein Vorläufer des internationalen Kriegsrechts in Europa im 12. bis 15. Jahrhundert, wenn auch eingeschränkt auf die soziale Gruppe der Edelleute und Ritter. Die Verhaltensregeln wirkten aber weiter in der bürgerlichen Gesellschaft etwa im Bild des Gentleman und in Verhaltensregeln für Offiziere.
Er war Fellow der Royal Historical Society, der Society of Antiquaries of London und der British Academy.

## Schriften
Monographien
- The Laws of War in the Late Middle Ages, Routledge & K. Paul 1965
- The Pelican History of Medieval Europe, Routledge Kegan & Paul 1968
- England in the Later Middle Ages, London: Methuen 1973, ISBN 0-416-75990-4
- The Outlaws of Medieval Legend, University of Toronto Press, 1978, ISBN 0-8020-1612-X
- Chivalry, Yale University Press, New Haven 1984,  ISBN 0-300-03150-5 (und London, The Folio Society 2010)
  - Deutsche Übersetzung: Das Rittertum, Artemis 1999
- Some Late Medieval Views on Nobility, University of London, 1986,  ISBN 0-7187-0760-5
- Medieval Warfare: A History, Oxford University Press 1999
- Origins of the English Gentleman, Stroud: Tempus, 2002, ISBN 0-7524-2558-7

Herausgeberschaften
- mit Peter Coss (Hrsg.): Heraldry, pageantry, and social display in medieval England Boydell Press 2002

Aufsatzsammlung
- Nobles, Knights and Men-at-arms in the Middle Ages, Hambledon Continuum, 1996, ISBN 1-85285-087-6 (bündelt vierzehn Aufsätze, die im Zeitraum von 1962 bis 1993 erschienen sind).